# سيدني طوليدانو
سيدني طوليدانو (بالفرنسية: Sidney Toledano) رجل أعمال فرنسي من أصل يهودي مغربي، يتحدث اللهجة المغربية بالإضافة إلى اللغتين الفرنسية والعبرية بطلاقة. ولد سنة في 25 يوليوز سنة 1951 في مدينة الدار البيضاء بالمغرب. سيدني طوليدانو هو الرئيس الحالي لمجموعة كريستيان ديور العالمية لتصميم الأزياء.

## عائلة طوليدانو
يدل نسب عائلة طوليدانو بشكل كبير على أصلها الأندلسي، طوليدانو من العائلات الأندلسية المشهورة كما يشير اسم النسب، فهم ينحدرون من منطقة طليطلة في الأندلس. فهذا النسب العائلي منتشر جدا في أوساط بعض اليهود السفارديين، والذين يعود أصلهم إلى الأندلس التي طردوا منها شأنهم شأن المسلمين إبان حرب الإسترداد، التي شنتها الجيوش الصليبية لمملكة قشتالة لطرد العرب، الأمازيغ، اليهود وموريسكيون من الأندلس.
استقرت عائلة طوليدانو بعد طردها من الأندلس بمدينة الدار البيضاء حتى خمسينات القرن العشرين، لكنها هاجرت إلى الخارج مثل معظم العائلات اليهودية المغربية، إما إلى إسرائيل أو فرنسا أو كندا...
والد سيدني طوليدانو هو بوريس طوليدانو، الذي كان رئيسا للطائفة اليهودية بمدينة الدار البيضاء ، وأمه هي إناس بنعزرا.

## أوسمة
- وسام العرش من درجة ضابط (2007).[3]